# 정보 관리
정보 관리(情報管理)는 한 곳에서 다른 곳으로의 정보 수집, 필요한 사람에 대한 정보의 임무 및 배포, 기록 보관 및 삭제를 통한 궁극적인 정리를 아우르는 조직 활동의 순환이다.
정보 관리는 모든 관리의 일반적인 개념을 아우르는데, 여기에는 정보 활동의 계획, 조직, 구조화, 가공, 제어, 평가, 보고를 포함하며, 이 모두가 정보에 의존하는 조직적 역할이나 기능의 해당 사항들을 충족하기 위해 필요하다.
정보 관리는 데이터, 시스템, 기술, 프로세스, 그리고 조직의 성공에 중요한 정보가 이용가능한지에 대한 전략과 밀접하게 관련되어 있고 겹치기도 한다. 정보 관리 영역의 큰 관점은 이전의 더 전통적인 관점과 상반되는데, 정보 관리의 수명 주기는 특정한 과정, 조직적 능력, 그리고 상품이나 용역으로서의 정보를 다룰만한 표준을 요구하는 운영 상의 문제이다.

## 같이 보기
- 지식 관리
- 정보 시스템